# Blatno (Chomutovi járás)
Blatno település Csehországban, Chomutovi járásban. Blatno Chomutov, Hora Svatého Šebestiána, Boleboř, Křimov, Jirkov és Kalek településekkel határos. Lakosainak száma 615 fő (2024. január 1.).

## Népesség
A település lakosságának változását az alábbi diagram mutatja:
| Lakosok száma | 1870 | 1926 | 1651 | 452  | 305  | 437  | 531  | 557  | 595  | 615  |
|               | 1869 | 1900 | 1921 | 1961 | 1980 | 2011 | 2016 | 2019 | 2021 | 2024 |